# Người cẩm thạch (Człowiek z marmuru)
Người cẩm thạch (tiếng Ba Lan: Człowiek z marmuru) là một bộ phim Ba Lan của đạo diễn Andrzej Wajda, được sản xuất vào năm 1977. Bộ phim kể về quá trình bị thất sủng của một nhân vật anh hùng hư cấu, Mateusz Birkut, (do Jerzy Radziwiłowicz thủ vai), một người đã từng là biểu tượng Stakhanovite (một hình tượng người lao động kiểu mẫu), tại Nowa Huta, một thành phố xã hội chủ nghĩa gần Kraków. Còn Agnieszka, do Krystyna Janda thủ vai, là một nhà làm phim trẻ, phải thực hiện một dự án phim tốt nghiệp về Birkut, người được cho là đã thất lạc gần 20 năm nay. Tên bộ phim được dựa theo bức tượng cẩm thạch khắc họa chân dung của Birkut.
Một điều đáng ngạc nhiên là đạo diễn Wajda có thể làm một bộ phim ngấm ngầm đả kích hiện thực xã hội chủ nghĩa tại Nowa Huta, đồng thời phơi bày nghệ thuật tuyên truyền và nạn tham nhũng trong thời kỳ Stalin.
Đạo diễn Wajda cho rằng sự nới lỏng của Liên Xô cùng với phong trào lao động Công đoàn Đoàn Kết, vẫn khiến cho quá trình xây dựng kịch bản gặp rất nhiều khó khăn kể từ năm 1962, điều này cũng được thừa nhận bởi những nhà nghiên cứu phim ảnh Ba Lan. Rất nhiều các cảnh quay tư liệu quá trình xây dựng Nowa Huta; các chủ đề khác của thời kỳ đầu cộng sản ở Ba Lan; và nhạc tuyên truyền của Ba Lan thời Stalin, được sử dụng trong bộ phim.
Quay trở lại với nội dung phim, nhân vật nữ Agnieszka gặp khó khăn khi thực hiện bộ phim từ các nguồn lưu trữ và từ các bộ sưu tập trong bảo tàng. Thậm chí cô đã đi phỏng vấn những người biết Birkut, nhưng những người này cũng chẳng có thông tin gì về cuộc sống hiện tại của Birkut. Sau đó, dự án phim của cô bị thu hồi do các nhà chức trách thấy việc cô đang làm là đi đào bới quá khứ. Cha của Agnieszka suy đoán phải có một uẩn khúc nào đó khiến các nhà chức trách sợ tiết lộ ra, nên đã khuyên cô đi tìm Birkut để tìm hiểu thêm, ngay cả khi cô không còn liên quan gì đến bộ phim nữa. Thế là, Agnieszka đi theo dõi con trai của Mateusz Birkut, Maciej, trong Xưởng đóng tàu Gdańsk. (Cả hai cha con, Mateusz Birkut và Maciej, đều do cùng một diễn viên: Jerzy Radziwiłowicz thủ vai). Sau đó, Agnieszka phát hiện ra, cha của Maciej, tức Birkut đã qua đời từ nhiều năm trước đó.
Kết thúc phim là cái chết không được sáng tỏ của Birkut. Trong kịch bản của mình, đạo diễn Wajda muốn thêm tình tiết Birkut bị giết trong các cuộc đụng độ tại xưởng đóng tàu vào năm 1970, nhưng chi tiết này đã bị kiểm duyệt. Năm 1981, Wajda bấm máy phim Người sắt, đây là phần tiếp theo của phim Người cẩm thạch, mô tả sự tham gia sau đó của Maciej, con trai Birkut vào phong trào công nhân chống Cộng sản Ba Lan. Người sắt đề cập nhiều đến việc Birkut bị giết trong các cuộc đụng độ năm 1970.

## Tình tiết phim
Agnieszka là một nhà làm phim trẻ, đang thực hiện một dự án phim cho đề tài tốt nghiệp, về Mateusz Birkut, một người thợ hồ, được "phong" làm anh hùng do có đóng góp vào hiệu quả xây dựng và hạn ngạch làm gạch. Tuy nhiên, kể từ đó, anh thợ hồ bị chế độ "thất sủng" và rồi lưu lạc trong 20 năm về sau mà không ai tìm ra. Vì thế mà Agnieszka gặp khó khăn khi thực hiện bộ phim từ các nguồn lưu trữ và từ bộ sưu tập trong bảo tàng.
Sau đó, Agnieszka tìm đến đạo diễn Jerzy Burski, người đã kể lại cho cô quá trình làm bộ phim vẫn đang dang dở của ông, Vun đắp hạnh phúc của chúng ta. Sự thật dần sáng tỏ khi cô biết Birkut được chọn làm minh chứng cho sự tiến bộ của thành phố công nghiệp mới, Nowa Huta. Và người chọn Birkut là Jodla, một Bí thư Đảng ủy tại địa phương. Danh tiếng của Birkut lan rộng từ lúc anh đóng được 30.000 viên gạch trong một ca làm việc. Đạo diễn Jerzy Burski không tiết lộ được nhiều thông tin cho cô về Birkut, nhưng cho cô thông tin về một người đàn ông biết rõ về Birkut.
Agnieszka đến gặp người này. Ông ta là Michalak, một đặc vụ của một tổ chức nhà nước giấu tên, người đã theo dõi Birkut trong suốt thời gian nổi tiếng của anh ta. Từ người này, cô biết được chuyện Birkut bị tai nạn trong quá trình đóng gạch, khiến anh không thể nổi danh được nữa. Một viên gạch được nung nóng đã làm bỏng tay Birkut. Michalak sau đó đã làm sáng tỏ các hoạt động của Birkut sau khi được đưa vào vị trí thanh tra. Vì là một người tốt, nên Birkut được người dân lao động yêu quý, vì đã đấu tranh cho tương lai tươi sáng hơn của tầng lớp lao động. Bị kìm hãm bởi bộ máy quan liêu trì trệ, Birkut mất niềm tin và ngày càng tìm cách đối đầu với các chính trị gia và những người có quyền thế. Cùng lúc đó, sức khỏe của anh lại xuống dốc. Người bạn chiến hữu của Birkut là Wincenty Witek bị chính quyền bắt giữ và Birkut đã đấu tranh để bạn mình được thả tự do. Mất hy vọng, Birkut dần rơi vào tuyệt vọng và say xỉn tấn công một tòa nhà tổ chức tiệc tùng ở địa phương.
Agnieszka đã lục lại các nguồn lưu trữ về phiên tòa xét xử Witek, bạn của Witek và những người có liên quan trong vụ “Băng đảng Skocznia”, những kẻ được cho là đã phá hoại công trường xây dựng. Cả Witek và Birkut  đều bị kết án tù và cải tạo.
Sau thời gian cải tạo, Witek đã lật ngược được tình thế và trở thành một quan chức có tiếng tại Katowice. Michalak kể lại việc Birkut được ra tù và Witek đã khuyên nhủ Birkut đi theo đường lối của Đảng. Trong suốt cuộc phỏng vấn với Agnieszka, Michalak đều né tránh những câu hỏi, rồi liên tục ca ngợi những tiến bộ đã đạt được ở Katowice.
Sau đó, cô cùng đoàn làm phim đi phỏng vấn Hanka, vợ cũ của Birkut, cô này tố anh là kẻ phản bội. Tuy nhiên, khi nhận ra chủ đề của cuộc phỏng vấn, cô ấy trở nên vô cùng đau khổ. Cô kể lại việc Birkut đã theo dõi để gặp được cô. Birkut đã từng có cơ hội trong quá khứ nhưng anh ấy đã không biết nắm giữ. Sau đó, Hanka rơi vào cơn say xỉn đáng xấu hổ.
Trong quá trình xem xét, các nhà chức trách cảm thấy không hài lòng và đã thu hồi bộ phim của cô. Máy ảnh và cuộn phim mà cô thu thập được, đều bị tịch thu. Bộ phim mới về Birkut được tìm thấy trong kho lưu trữ, nhưng cô và đoàn làm phim không được phép truy cập để chỉnh sửa nó.
Cha của Agnieszka an ủi cô về bộ phim và suy đoán rằng phải có một lý do nào đó khiến nhà chức trách sợ tiết lộ ra. Ông khuyên cô nên tìm Birkut và nói chuyện với anh ta để tìm hiểu thêm, ngay cả khi cô không còn tham gia làm bộ phim nữa. Vì thế mà Agnieszka đi theo dõi con trai của Birkut là Maciej, trong Xưởng đóng tàu Gdańsk. Agnieszka biết được từ Maciej rằng, cha anh đã mất nhiều năm trước. Bộ phim kết thúc với cảnh Maciej bước vào văn phòng điện ảnh cùng với Agnieszka.

## Diễn viên
- Jerzy Radziwiłowicz trong vai Mateusz Birkut / Maciej Tomczyk
- Krystyna Janda trong vai Agnieszka
- Tadeusz Łomnicki trong vai Jerzy Burski
- Jacek Łomnicki trong vai Young Burski
- Michał Tarkowski trong vai Wincenty Witek
- Piotr Cieślak trong vai Michalak
- Wiesław Wójcik trong vai Jodła
- Krystyna Zachwatowicz trong vai Hanka
- Magda Teresa Wójcik trong vai Biên tập viên
- Bogusław Sobczuk trong vai Nhà sản xuất truyền hình
- Leonard Zajączkowski trong vai Leonard Zajączkowski, người quay phim
- Jacek Domański trong vai Kỹ thuật viên âm thanh
- Irena Laskowska trong vai Nhân viên Bảo tàng
- Zdzisław Kozień trong vai Cha của Agnieszka
- Wiesław Drzewicz trong vai Chồng của Hanka
- Saskia Taylor trong vai Con gái của Hanka

## Giải thưởng
Bộ phim đã được vào hạng mục Un Certain Regard tại Liên hoan phim Cannes 1978 và giành được giải thưởng FIPRESCI.